# Libuszanka
Libuszanka – potok w woj. małopolskim, prawobrzeżny dopływ rzeki Ropy.
Nazwa rzeki pochodzi od nazwy wsi Libusza, przez którą przepływa. Bywa często błędnie określana mianem „Lipinianki” od wsi Lipinki, przez którą przepływa w swym początkowym biegu.